# La parrucchiera di Kabul
La parrucchiera di Kabul, titolo originale "Kabul Beauty School. An American Woman Goes Behind the Veil", è il diario-testimonianza della parrucchiera statunitense Deborah Rodriguez, partita per l'Afghanistan nel maggio 2002, la primavera successiva alla caduta dei Talebani, come volontaria dell'organizzazione non profit Care for All Foundation (CFAF).
Scritto in collaborazione con Kristin Ohlson, il libro è stato pubblicato nel 2008 edito da edizioni Piemme, con la traduzione di Maria Clara Pasetti.
Deborah Rodriguez (chiamata semplicemente nel libro con il suo diminutivo, Debbie) fondò la Kabul Beauty School, la prima scuola per estetiste in tutto l'Afghanistan, e in un secondo momento, sempre adiacente alla scuola, un salone di bellezza, l'Oasis Salon, dove le sue allieve poterono fare pratica con clienti provenienti da tutto il mondo.

## Trama
"La parrucchiera di Kabul" è suddiviso in dieci capitoli con un riepilogo finale, "Un anno dopo".
Il libro incomincia con il matrimonio di Roshanna, migliore amica della Rodriguez nonché sua allieva. Roshanna, infatti, dopo essersi diplomata alla Kabul Beauty School nel autunno 2003, aveva aperto il suo salone di bellezza, nel quale era stata notata dalla futura suocera, che la sceglie per darla in sposa al figlio per l'intraprendenza con la quale Roshanna manteneva i genitori e la famiglia da quando si erano rifugiati in Pakistan per sfuggire dai Talebani. Non trovando niente di scandaloso su Roshanna e valutando persino positiva l'amicizia che la lega a Debbie, la suocere era decisa a dare in sposa Roshanna al figlio maggiore, un ingegnere che vive ad Amsterdam.
Roshanna non potrebbe essere più contenta, ma purtroppo un lato oscuro le impedisce di affrontare serenamente il matrimonio.
Nella cultura afgana, in genere in quella musulmana, le ragazze devono arrivare al matrimonio vergini, precisamente fino alla cerimonia della consumazione, dove i due sposi vengono condotti in una stanza e, per dimostrare che la sposa è vergine a tutti gli effetti e che quindi la famiglia dello sposo non è stata ingannata, dopo avere avuto il loro primo rapporto sessuale, dovranno esibire fuori dalla stanza un fazzoletto insanguinato, che attesti quindi che quello è stato il primo rapporto della sposa. Se questa "prova" non viene superata, la famiglia dello sposo potrebbe annullare il matrimonio e richiedere indietro la dote.
Purtroppo Roshanna non arriva vergine al matrimonio, ma, con l'aiuto di Debbie, riesce a nasconderlo sia alla sua famiglia sia a quella del marito. La ragazza, infatti, era già stata promessa in sposa a un altro uomo, un cugino scapolo che viveva in Germania, che però l'aveva ripudiata e, dopo averla violentata, torna in Germania.
Alla cerimonia della consumazione, Debbie riesce a escogitare un piano che salverà Roshanna: dopo i primi due tentativi,nei quali Roshanna non riesce a vivere il rapporto, Debbie entra nella stanza e, tagliandosi leggermente con la punta delle forbici sotto l'unghia, insanguina il fazzoletto, che diventerà la prova della verginità di Roshanna.